# Louis Guisan
Louis Guisan (Lausanne, 16 juni 1911 - aldaar, 13 juli 1998) was een Zwitsers advocaat en politicus voor de Liberale Partij van Zwitserland (LPS/PLS) uit het kanton Vaud.

## Biografie
Louis Guisan, een zoon van professor François Guisan, studeerde rechten in zijn geboortestad Lausanne, en later ook in Berlijn, Kiel en Rome en behaalde in 1936 een doctoraat. In 1938 werd hij actief als advocaat in Yverdon-les-Bains en vanaf 1951 in Lausanne.
Van 1941 tot 1952 was hij lid van de gemeenteraad (wetgevende macht) van Yverdon-les-Bains. Van 1954 tot 1966 was hij als lid van de Staatsraad van Vaud bevoegd voor Militaire Zaken en het Verzekeringswezen en later voor Justitie en Politie.
Guisan was ook actief op het federale politieke niveau. Bij de federale parlementsverkiezingen van 1955 werd hij verkozen in de Nationale Raad, waar hij vanaf 5 december 1955 zetelde. Bij de verkiezingen van 1959 werd hij herverkozen. Bij de volgende verkiezingen, die van 1963, geraakte hij verkozen in de Kantonsraad als opvolger van zijn partijgenoot Frédéric Fauquex. Hierdoor kwam er op 1 december 1963 een einde aan zijn mandaat in de Nationale Raad, om daags nadien op 2 december 1963 Kantonsraadslid te worden. Vervolgens geraakte hij bij de verkiezingen van 1967 en die van 1971 herverkozen in de Kantonsraad. Na de verkiezingen van 1975 kwam er op 30 november van dat jaar een einde aan zijn mandaat.
Als federaal parlementslid maakte Guisan bovendien ook deel uit van de Zwitserse delegatie bij de Raad van Europa. Van 1972 tot 1976 was Guisan bovendien voorzitter van zijn partij, de Liberale Partij van Zwitserland.
Van 1966 tot 1969 was Guisan directeur van de Gazette de Lausanne.